# Joemar Guarecuco
Joemar Guarecuco, née le 20 juin 1994 à Socopó au Venezuela, est une footballeuse internationale vénézuélienne évoluant au poste d'attaquante à Cortuluá.

## Carrière

### En club
Joemar Guarecuco intègre le centre de formation du club vénézuélien de Potras de Barinas FC à l'âge de 9 ans. Elle débutera à 16 ans sous les couleurs de son club formateur avant de rejoindre à tout juste 20 ans le championnat d'Espagne au sein de l'Atlético Madrid. Elle restera une saison sous les couleurs de ce dernier, mais décide de rentrer dans son pays natal malgré les sollicitations pour raisons personnelles.
Elle signe pour une saison dans le club vénézuélien d'Estudiantes de Guárico, mais en raison de salaires impayés elle quitte le club au bout de six mois pour s'engager avec un autre pensionnaire du championnat vénézuelien, le Zamora FC.
En 2018, elle quitte son pays pour rejoindre le championnat colombien où elle évolue depuis 2 ans dans le club de Cortuluá. Elle est la meilleure buteuse du championnat en 2019.

### En équipe nationale
En 2009, Guarecuco se distingue en équipe du Venezuela U17 en marquant un but crucial contre le Paraguay U17 leur permettant de se qualifier pour la Coupe du monde des moins de 17 ans 2010 à Trinité-et-Tobago. Elle participe à trois matchs lors de cette coupe du monde.
Elle était dans l'équipe A pour la Copa América féminine 2018 au Chili. Elle y fait une apparition comme remplaçante.

## Palmarès
- Meilleure buteuse du championnat de Colombie 2018-2019
- Meilleure buteuse du championnat de Colombie 2019-2020
- Soulier d'or 2018-2019[6]